# 알레스 (이탈리아)

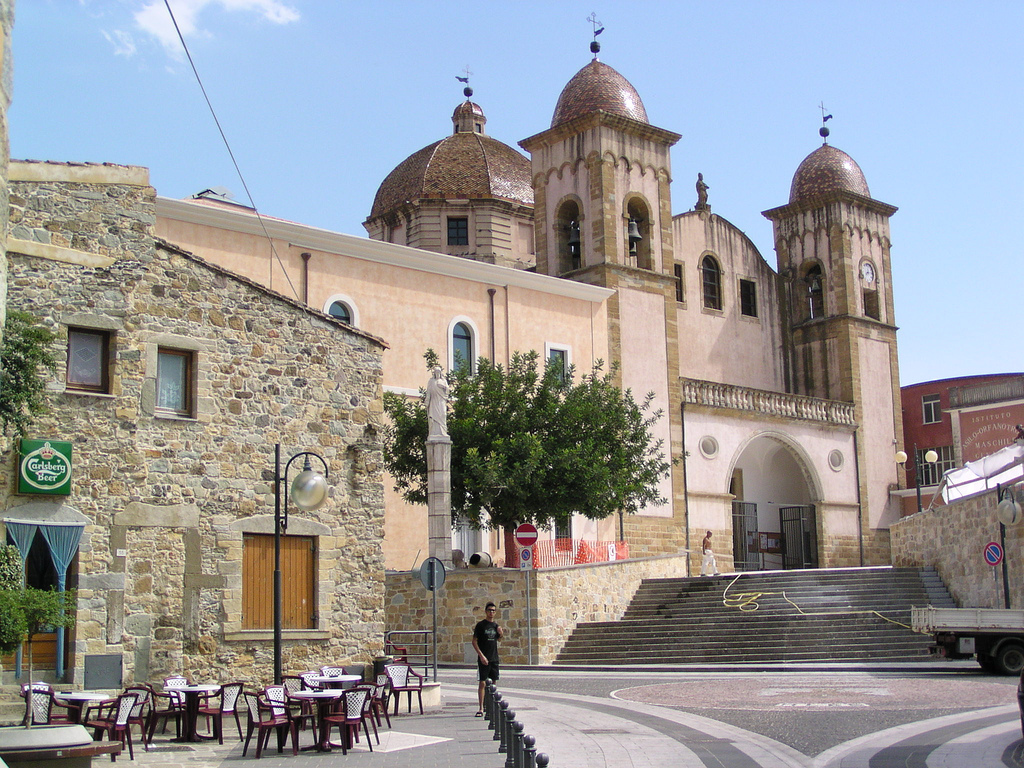
알레스

알레스(이탈리아어: Ales)는 이탈리아 사르데냐 오리스타노도에 위치한 코무네로 면적은 21.65km2, 높이는 194m, 인구는 1,571명(2006년 12월 31일 기준), 인구 밀도는 73명/km2이다.